# Cal Torres (Pacs del Penedès)
Cal Torres és una masia de Pacs del Penedès (Alt Penedès) inclosa a l'Inventari del Patrimoni Arquitectònic de Catalunya.

## Descripció
Es tracta d'una masia situada a la part meridional del terme municipal de Pacs del Penedès, al veïnat de la Serra, en una zona envoltada de vinyes. És un edifici amb planta en forma de L, composta de planta baixa i pis principal, amb una petita galeria d'arcs de mig punt. Hi ha una cornisa de separació dels pisos. A l'interior del recinte de la masia hi ha una capella i un celler.

## Història
Cal Torres, antigament anomenada Mas Balaguer, és una construcció del 1865 data que apareix a la façana de l'edifici.